# Sidney Cook
Sidney Nicole Cook (ur. 19 października 1994 w Parkton) – amerykańska koszykarka grająca na pozycji silnej skrzydłowej, obecnie zawodniczka Hapoelu Riszon le-Cijjon.
5 listopada 2017 klub Enei AZS Poznań rozwiązał z nią umowę za porozumieniem stron.
4 sierpnia 2019 została zawodniczką izraelskiego Hapoelu Riszon le-Cijjon.

## Osiągnięcia
Stan na 4 sierpnia 2019, na podstawie, o ile nie zaznaczono inaczej.
NCAA
- Zaliczona do I składu debiutantek Big East (2014)

Indywidualne
(* – nagrody przyznane przez portal eurobasket.com)
- Zaliczona do składu honorable mention ligi fińskiej (2019)* [2]